# نيسان (ذمار)
نيسان هي إحدى قرى الجمهورية اليمنية. تتبع جغرافيا لمحافظة ذمار وإداريًا لمديرية الحداء. يبلغ تعداد سكانها 1101 نسمة حسب الإحصاء الذي أجري عام 2004.